# 横山巌
横山 厳（よこやま いわお）は日本の元漫画家、ゲームクリエイター。色えんぴつ所属。
1980年代末から1990年代中頃にかけてR-KIDS名義で美少女系成年漫画誌に作品を掲載し、数冊の単行本を刊行。
漫画家として活動している当時からゲーム業界に興味を持っており（単行本『聖シニカルBABY』あとがき）、漫画家としての活動を停止した後は横山厳名義でラスト・エスコートなどの商業ゲーム、おれのなつやすみなどの同人ゲームで脚本、音響監督、原画を担当する他、「色えんぴつ」という団体で常任講師を務める。

## 単行本リスト
- ウェイクUPボディ 1990年5月 東京三世社 ISBNなし、雑誌コード52111-96
- 聖シニカルBABY 1990年11月 日本出版社 ISBN 4-89048-268-7
- ときめきフォーシーズン 1991年4月 東京三世社 ISBNなし、雑誌コード52112-24
- 熱風トライアングル 1993年4月 東京三世社 ISBN 4-88570-801-X
- 君にKURA2 1994年2月 日本出版社 ISBN 4-89048-437-X
- 君にバーニング 1994年5月 桜桃書房 ISBN 4-87183-836-6
- 危険なボディライン 1994年9月 東京三世社 ISBN 4-88570-872-9
- ミックスカーニバル 1995年4月 東京三世社 ISBN 4-88570-913-X